# Juan Manuel Durán González
Juan Manuel Durán (Jerez de la Frontera, 1899-Barcelona, 1926) fue un aviador español.

## Biografía
Nacido el 9 de noviembre de 1899, entró al servicio de la Marina el 16 de enero de 1916. 
En 1920 ingresó en Aeronáutica naval y perteneció a la primera promoción aeronáutica naval nacida en 1921, dirigida por Pedro María Cardona y por Lutgardo López y cuyo jefe de estudios fue Vicente Castro. Entre sus ocho compañeros de promoción se encontraba el entonces AN Julio F. Guillén Tato, piloto de globo libre y dirigible.

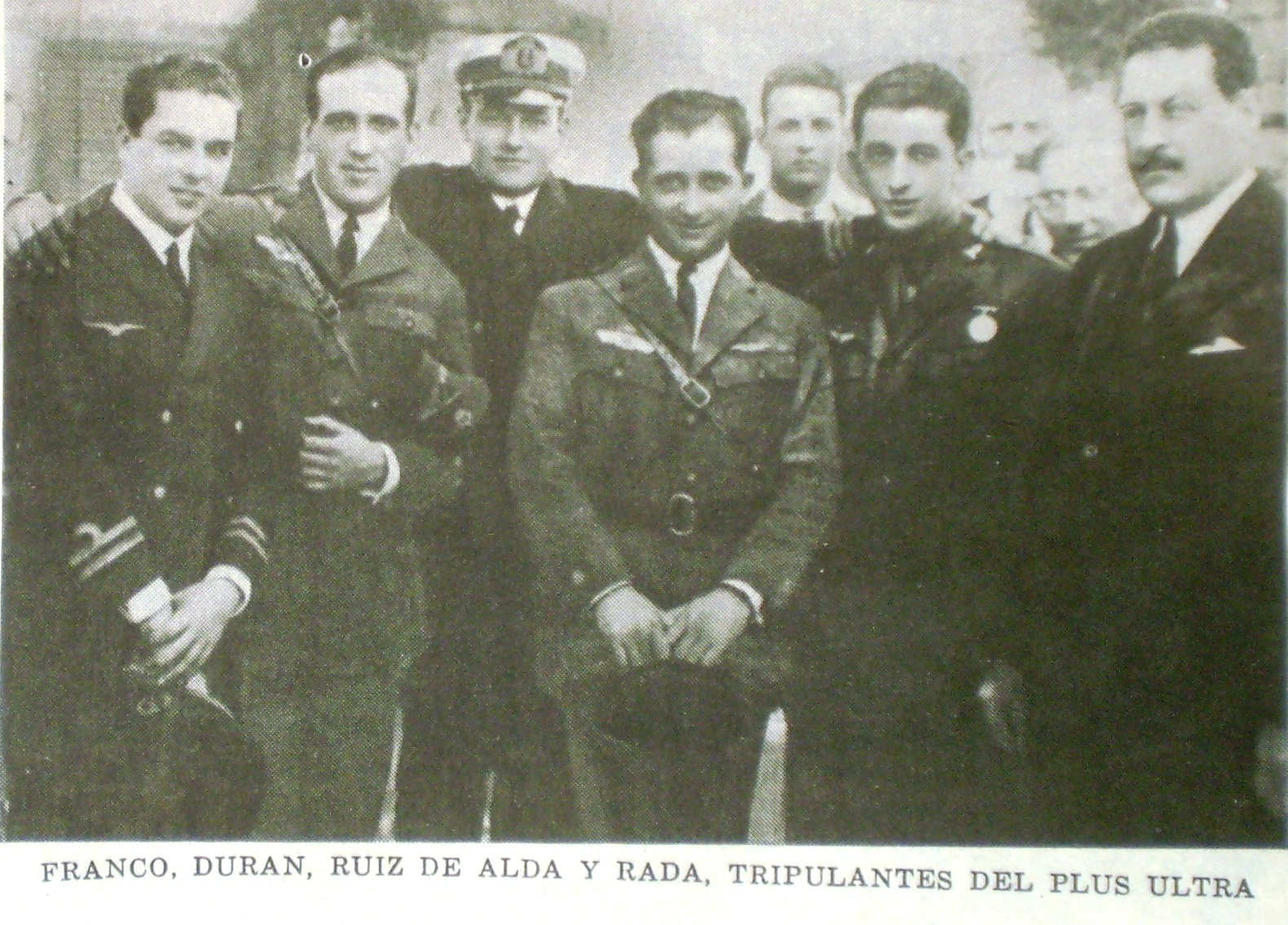
Juan Manuel Durán y los demás tripulantes del Plus Ultra.

Gran aficionado a la aviación, puso todo su empeño y pronto cómenzó a prestar sus servicios en la base de hidros de Barcelona. Allí se hizo un experto piloto y reálizó frecuentes y arriesgados viajes en los aparatos “Sayoia”, “Dornier” y “Martín Sider”. Recorrió todo el litoral en estas incursiones aéreas, y en 1924 batió el récord de altura, subiendo en hidro a 2500 metros. Ascendió a teniente de navío el 1 de mayo de 1925.
Durán fue uno de los cuatro tripulantes del primer vuelo transatlántico de la historia entre España y América, realizado con el avión "Plus Ultra" a principios de 1926. Tuvo que desembarcar en Praia (Cabo Verde), segunda escala del vuelo fuera de la península ibérica y primera fuera de España, para aligerar de peso al avión.

## Fallecimiento
Falleció el 19 de julio de 1926, con 26 años, a consecuencia de un accidente en una exhibición aérea en la ciudad de Barcelona, en julio de 1926. Sus restos yacen en en Panteón de Marinos Ilustres de San Fernando.

## Reconocimientos

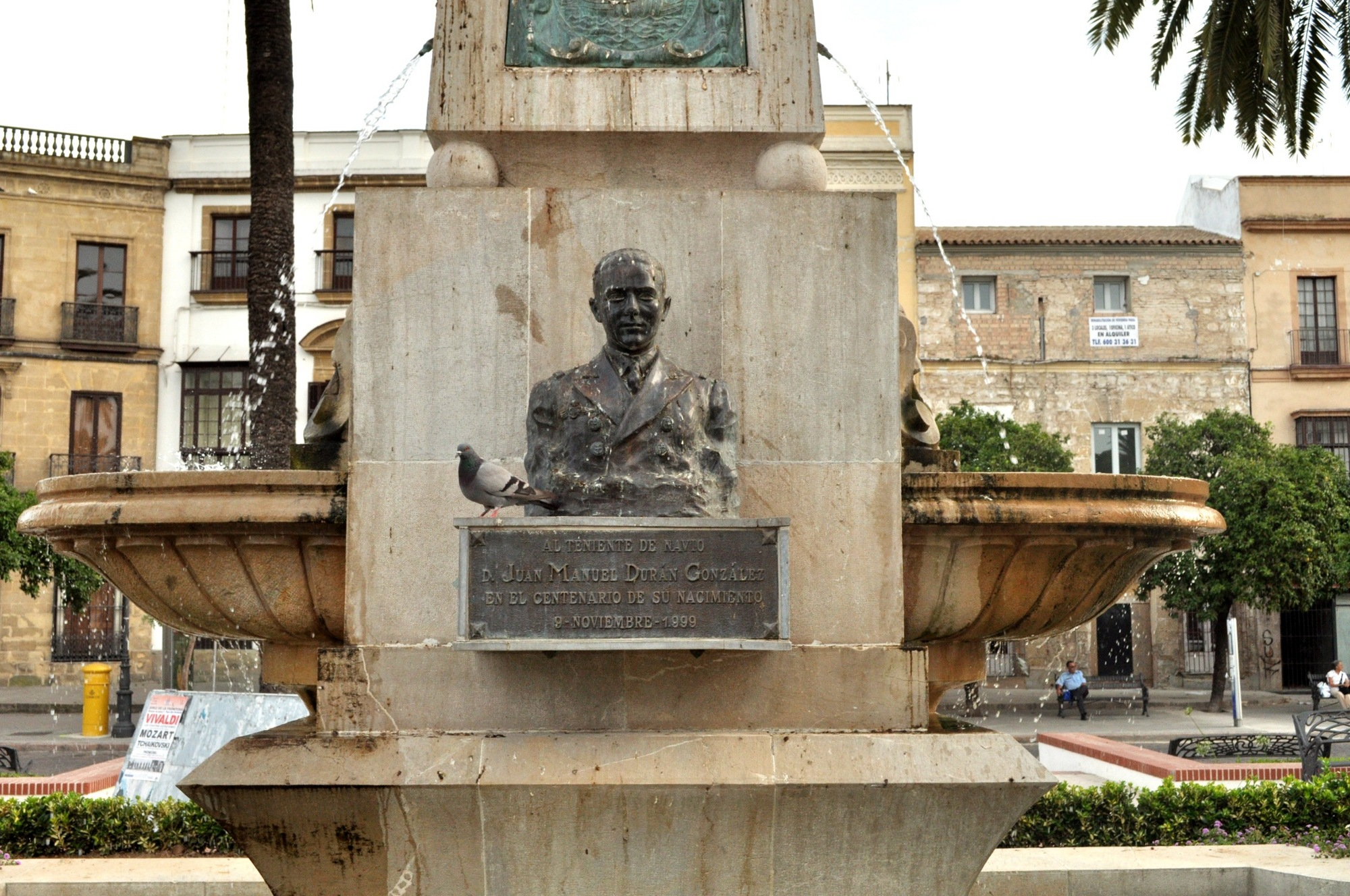
Busto en Jerez
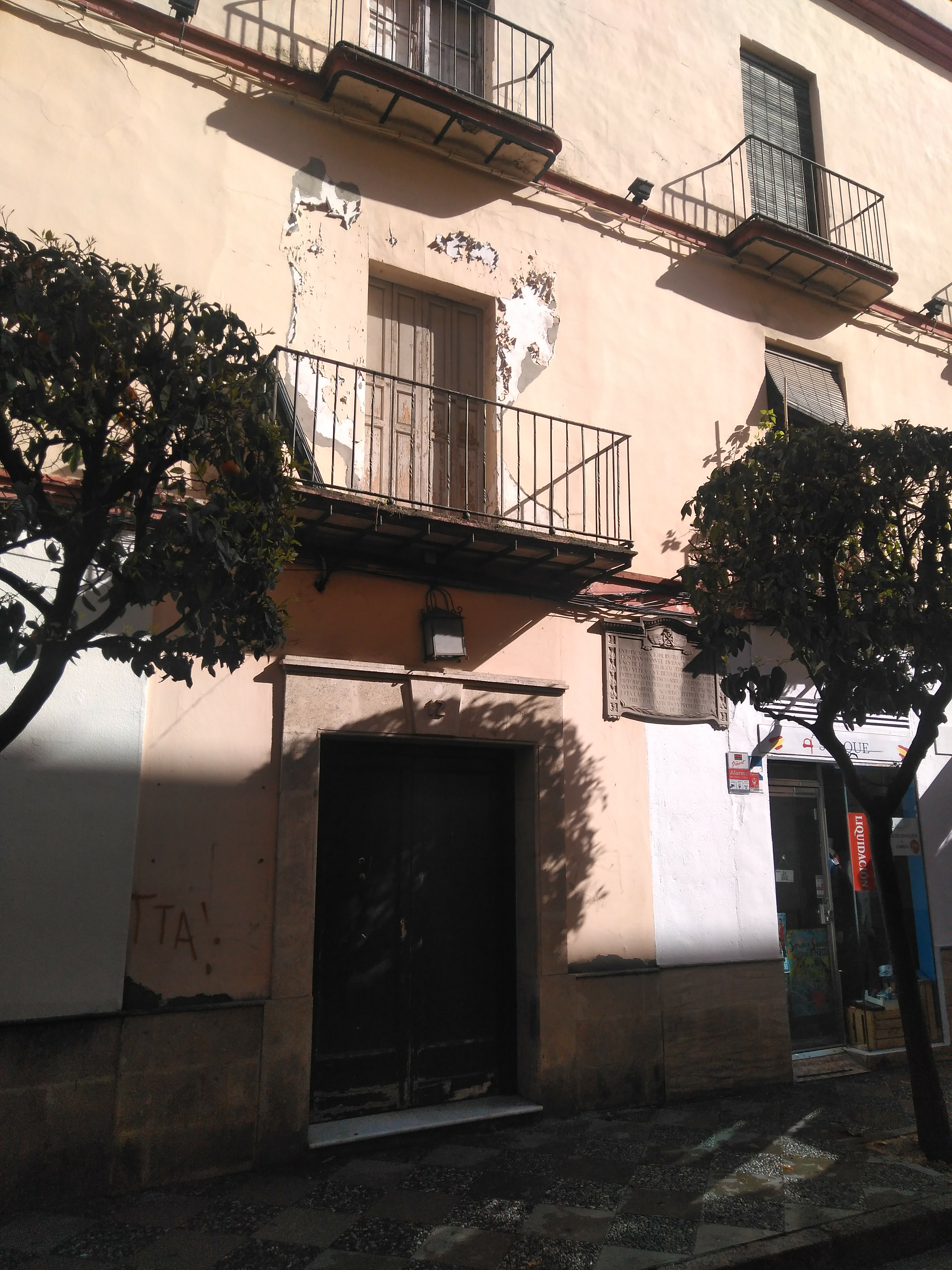
Casa natal
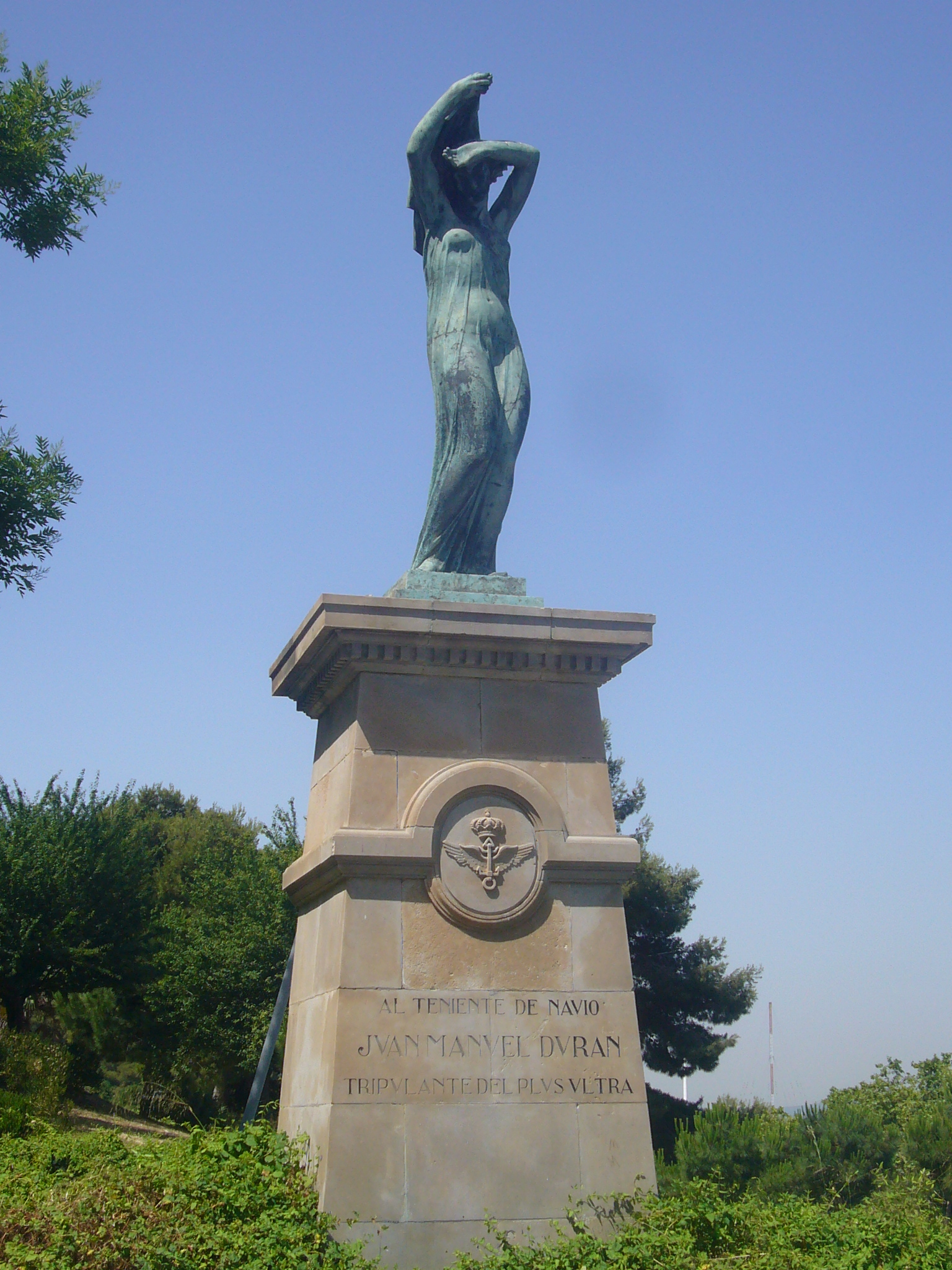
Monumento

Actualmente tiene un monumento a su memoria en la plaza de las Angustias de Jerez de la Frontera. y en el parque de Montjuïc de Barcelona. La ciudad de Las Palmas de Gran Canaria (Gran Canaria), primera escala del viaje transatlántico del "Plus Ultra", puso su nombre a una céntrica calle comercial. También en Huelva, capital de la provincia desde donde partió el Plus Ultra, existe una calle con el nombre de Juan Manuel Durán, situada en el popular barrio de Isla Chica y una calle (Calle Aviador Durán) en el municipio de Rota, Cádiz. En la ciudad de Elche (Alicante) existe una calle dedicada a su memoria con el nombre de Durán.